# Жіночий соціально-політичний союз
Women's Social and Political Union (Жіночий соціально-політичний союз; WSPU) — жіночий політичний рух і організація, яка проводила агресивну кампанію за виборче право жінок в Сполученому Королівстві з 1903 по 1917 рік. З 1906 року більш відомі як суфражистки, члени організації та її політика жорстко контролювалися Еммелін Панкгерст і її дочками Кристабель і Сильвією (яка була в кінцевому підсумку виключена).
Члени WSPU стали відомі після акцій громадянської непокори і прямих дій. Вони знущалася над політиками, влаштовували демонстрації і марші, порушували закон, щоб домогтися арештів, розбивали вікна в громадських будівлях, підпалювали поштові скриньки, робили нічні підпали незайнятих будинків і церков, а коли їх відправляли до в'язниці, оголошували голодування і зазнавали примусового годування.

## Історія
Жіночий соціально-політичний союз був заснований як незалежна жіночий рух 10 жовтня 1903 року на Нельсон-стріт, 62, Манчестер, в будинку родини Панкгерст . Еммелін Панкгерст з двома дочками, Кристабель і Сильвією, і чоловіком Річардом, до його смерті в 1898 році, перебували в Незалежній Лейбористській партії (ILP), заснованої в 1893 році Кейром Харді, другом сім'ї. Пізніше Харді заснував Лейбористську партію.
Еммелін Панкгерст все більше відчувала, що ILP не є партією, яка відстоює права жіно. 9 жовтня 1903 року вона запросила групу жінок з ILP зустрітися у неї вдома, і сказала їм: «Жінки, ми повинні зробити роботу самі. У нас має бути незалежний жіночий рух. Приходьте завтра до мене додому, і ми все влаштуємо!»  Членство в WSPU було передбачено тільки для жінок, і не мало на увазі партійної приналежності. У січні 1906 року Daily Mail, яка підтримувала жіноче виборче право, вперше описала WSPU як суфражисток, термін, який вони відразу прийняли.

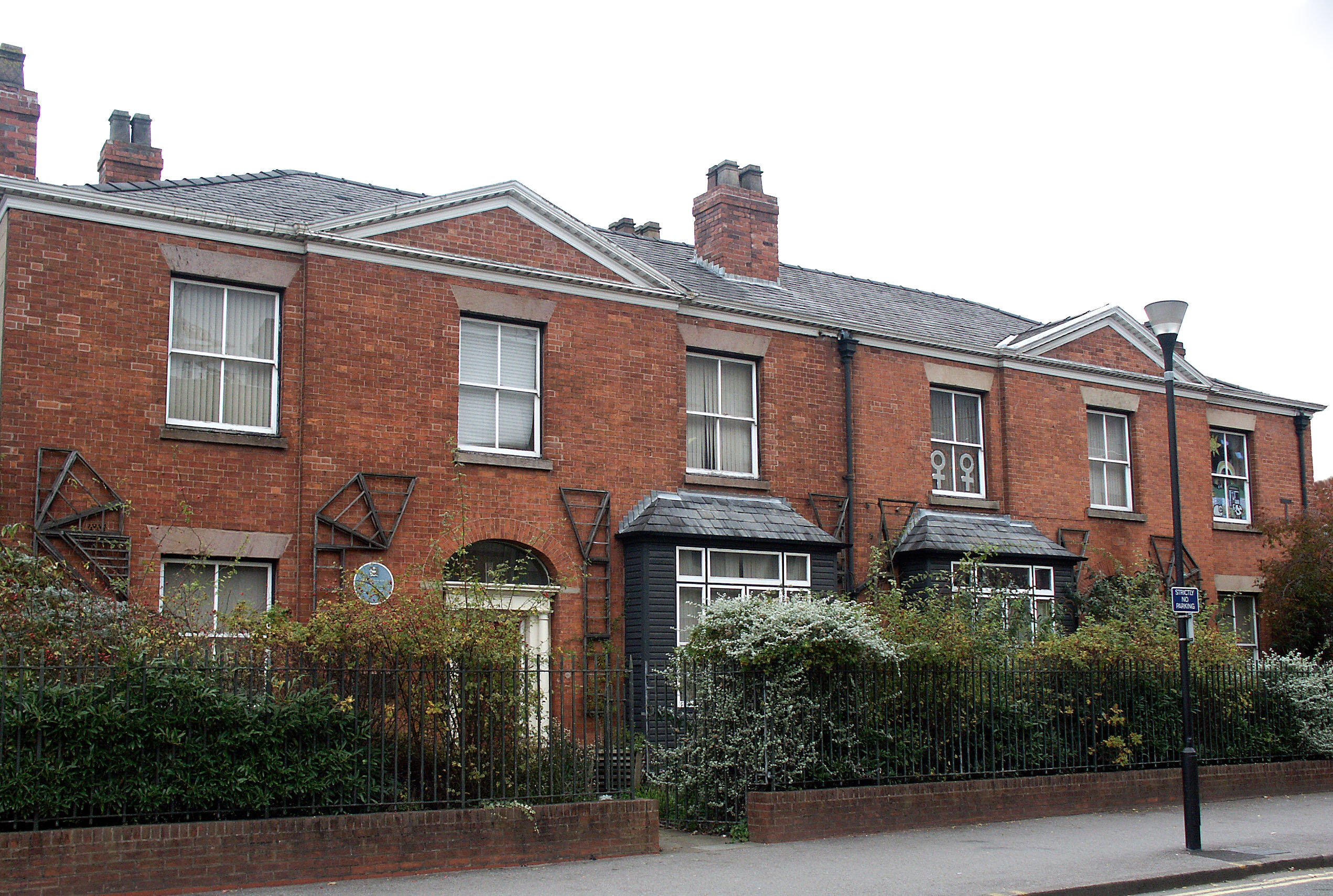
62 Нельсон-стріт, де був створений WSPU

У 1905 році Союз переконав члена парламенту Бемфорда Слека внести законопроєкт про виборче право жінок, який потонув у довгих дискусіях, але сам факт його появи прискорив зростання і розвиток WSPU. Після провалу законопроєкту Союз змінив тактику: вони зосередилися на нападках на будь-яку політичну партію, що знаходиться в уряді, і відмовилися підтримувати будь-які законопроєкти, які не передбачали надання жінкам виборчих прав. Це призвело до відмови від їх первісного зобов'язання підтримки соціальних реформ. 
У 1906 році Союз організував серію демонстрацій біля будівлі парламенту, що призвело до арештів і тюремного ув'язнення більшості їх членів. Спроба домогтися рівного виборчого права отримала увагу національного масштабу, коли 300 жінок, що представляють понад 125 000 суфражисток, виступили за виборче право жінок з прем'єр-міністром сером Генрі Кемпбелл-Баннерманом. Прем'єр-міністр погодився з їх доводами, але «був змушений нічого не робити» і тому закликав жінок «продовжувати чіплятися» і проявляти «чесноту терпіння».

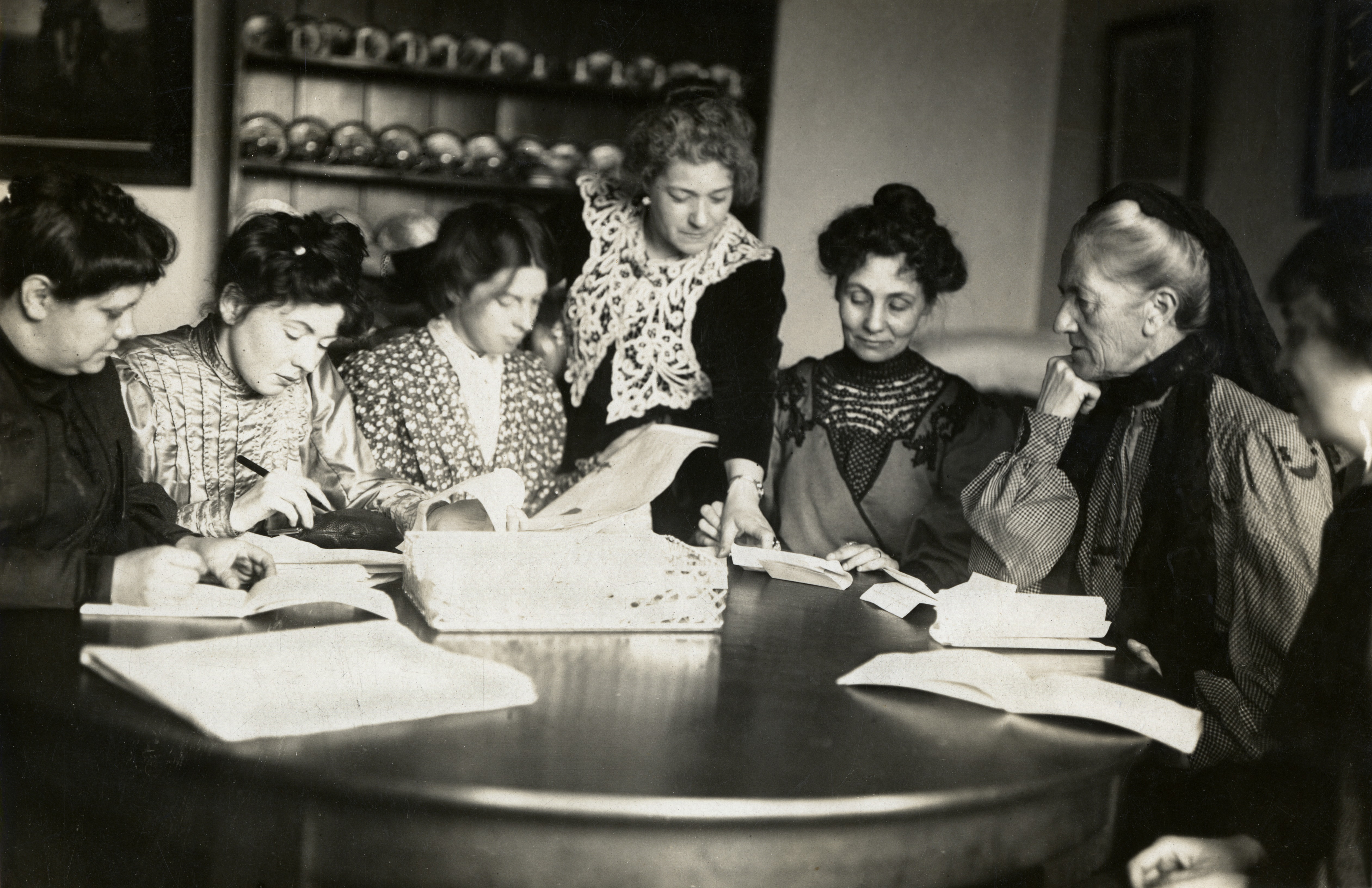
Лідерт WSPU Флора Драммонд, Кристабель Панкгерст, Енні Кенні, Еммелін Панкгерст, Шарлотт Деспард і інші, 1906–1907

Деякі з жінок, яким Кемпбелл-Баннерман радив бути терплячими, відстоювали права жінок цілих п'ятдесят років, і його порада «продовжувати чіплятися» здавався абсолютно недоречною. Його необдумані слова привели протестувальників в лють, і «цими дурними словами остаточно і безповоротно зміцнилася агресивна політика руху, почалася епоха повстання». У 1907 році організація влаштувала свій перший з кількох «Жіночих парламентів» .
Лейбористська партія тоді проголосувала за загальне виборче право. Це віддалило їх від WSPU, який завжди акцентував увагу на майнові вимоги, що застосовувалися до жінок для участі в місцевих виборах. Під керівництвом Кристабель Союз почав організаційну роботу серед жінок середнього класу і заявив про свою опозицію всім політичним партіям. Це призвело до того, що невелика група чільних членів покинула організацію і сформувала Лігу свободи жінок.

## Розробка кампаній

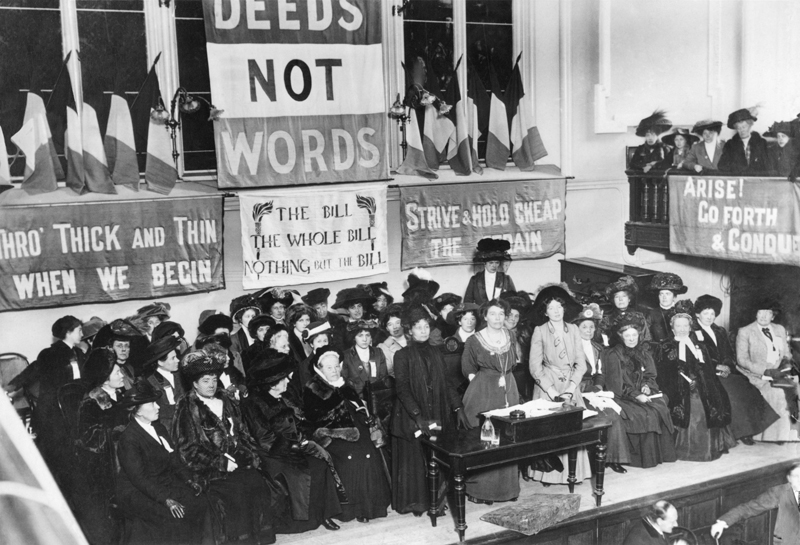
Збори WSPU, 1908. Еммелін Панкгерст стоїть (зліва) біля столу на платформі.

Відразу ж після розколу WSPU восени 1907 року Фредерік і Еммелін Петік-Лоуренс заснували власну газету WSPU «Голос для жінок». Фредерік Петік-Лоуренс, який був частиною керівництва WSPU до 1912 року, редагував газету і підтримував її фінансово в перші роки.
У 1908 році WSPU прийняв в якості своїх офіційних кольорів фіолетовий, білий і зелений. Ці кольори були обрані Еммелін Петік-Лоуренс, тому що «фіолетовий ... символізує королівську кров, яка тече в жилах кожної суфражистки ... білий колір символізує чистоту в приватному та суспільному житті ... зелений — колір надії і емблема весни». У червні 1908 році, коли WSPU провів «жіночу недільну» демонстрацію, чисельністю 300 000 чоловік в Гайд-парку, вперше публічно були використані ці кольори.
У лютому 1907 WSPU заснував Жіночу пресу, яка займалася процесом публікацій і пропаганди для організації, і з 1908 року займалася продажем ряду продуктів, що містять логотип, назву або кольору WSPU. Жіноча преса в Лондоні і відділення WSPU по всій Великій Британії управляли магазинами, що продають продукти WSPU. Настільна гра під назвою Suffragetto була випущена до 1908 року. До січня 1911 року офіційним гімном WSPU була «жіноча Марсельєза», зі словами Флоренс Маколей на мелодію «Марсельєзи». У тому місяці гімн був змінений на «Марш жінок», недавно складений Етель Сміт зі словами Сесілії Гамільтон.

## Голодування, прямі дії

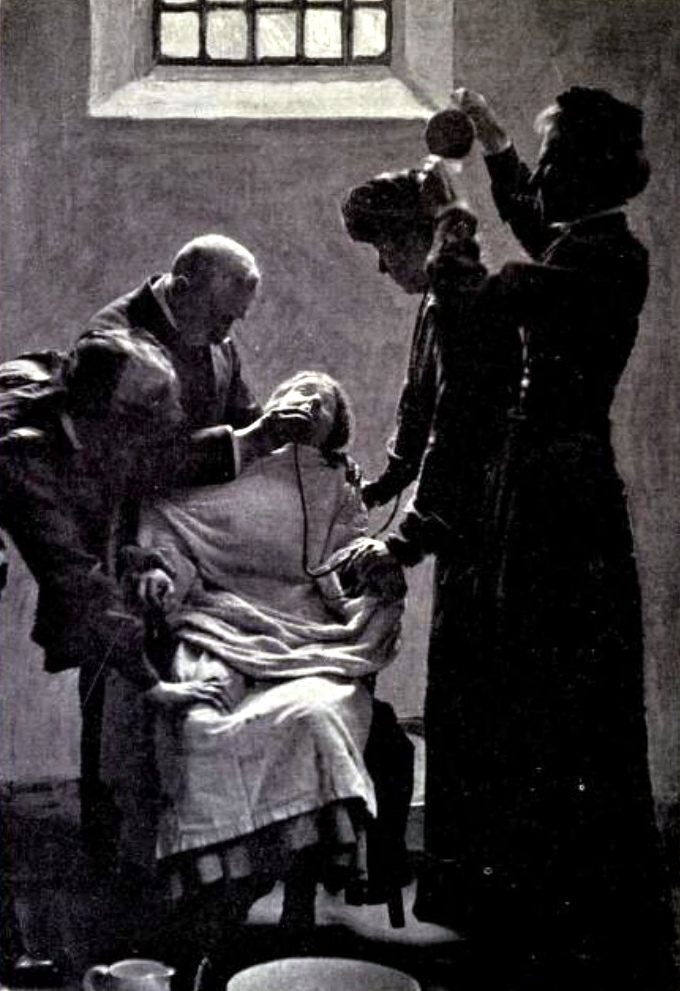
Суфражистку примусово годують у в'язниці Холлоуей, Лондон

На противагу триваючим і неодноразовим арештам і тюремним ув'язненням багатьох членів WSPU, Союз ініціював тюремні голодування. А політика влади по примусовому годуванню дозволила суфражисткам отримати щире співчуття громадськості. Пізніше уряд прийняв Закон 1913 року про ув'язнених (тимчасове звільнення за станом здоров'я), більш відомий як «закон про кішок і мишей». Завдяки йому суфражистки, яким загрожувала смерть через недоїдання, були звільнені. Офіцери, однак, могли знову укласти їх під варту, як тільки стан їх здоров'я покращиться. Але це була спроба уникнути примусового годування .  У відповідь WSPU організував жіночу групу безпеки, відому як охоронці, навчену Едіт Маргарет Гарруд і очолювану Гертрудою Хардінг, роль якої полягала в захисті втікачів суфражисток від повторного ув'язнення. WSPU також координував кампанію, в якій лікарі, такі як Флора Мюррей і Елізабет Гулд Белл лікували ув'язнених суфражисток.
Новий законопроєкт про виборче право був представлений в 1910 році, але WSPU зі зростаючим нетерпінням почав потужну кампанію акцій протесту в 1912 році на захист інтересів приватної власності і запобігання насильства щодо будь-якої людини. Спочатку акції обмежувалися розбитими вітринами магазинів, але в кінцевому рахунку переросли в підпали розкішних будинків і бомбардування громадських будівель, включаючи Вестмінстерське абатство. Така агресивна діяльність призвела до загибелі Емілі Девісон, що потрапила під копита королівського коня (над якою вона намагалася повісити прапор суфражисток) на дербі в 1913 році.

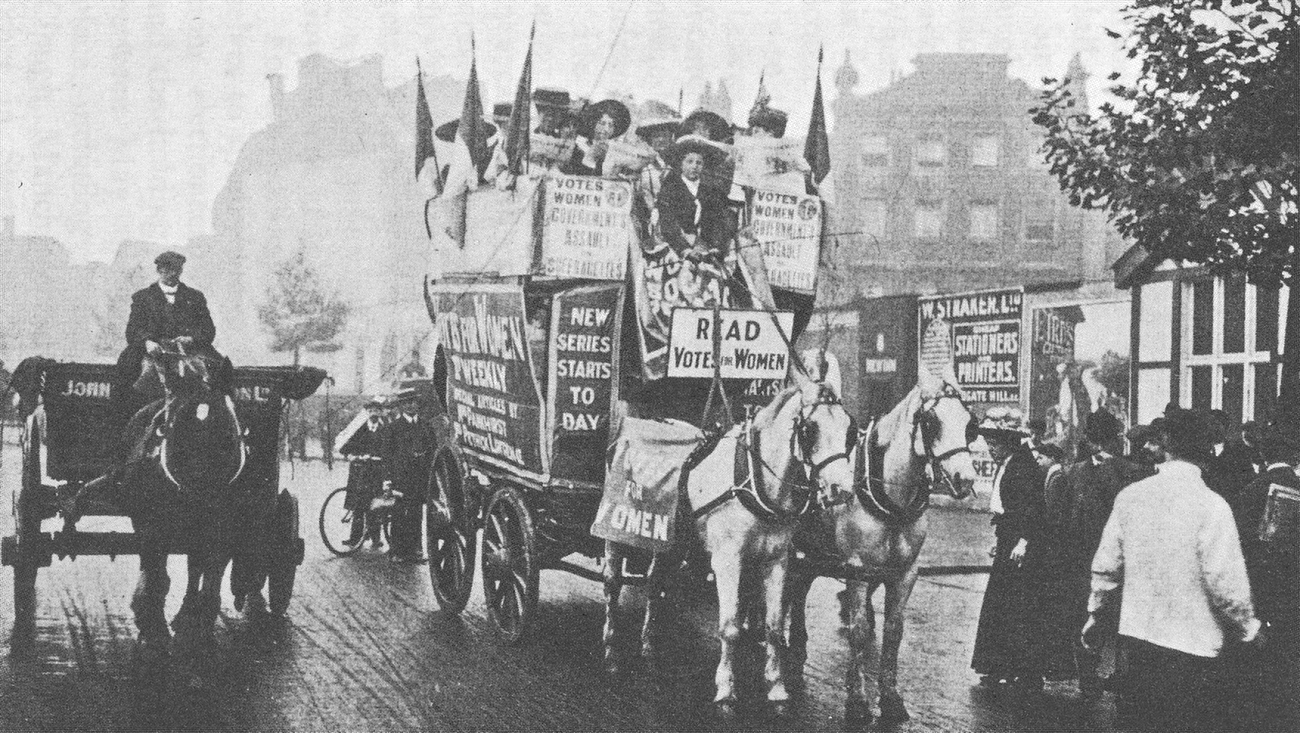
WSPU на Кінгсвей, 1911 рік

У число численних актів, скоєних активістками, входили нічні підпали незайнятих будинків (включаючи підпал канцелярії скарбника Девіда Ллойд Джорджа) і церков. Суфражистки розбивали вітрини дорогих магазинів і урядових установ. Вони перерізали телефонні лінії, плювали в поліцейських і політиків, вирізали або випалювали гасла на підтримку виборчого права на стадіоні, посилали бомби з листами, руйнували оранжереї в Королівському ботанічному саду, приковували себе залізними ланцюгами до поручнів і підривали будинки. На лікаря напали з батогом, і в одному випадку суфражистки увірвалися в Палату громад. 18 липня 1912 року Мері Лі кинула сокиру в Прем'єр-міністра Генрі Асквіта.
Увечері 9 березня 1914 року біля 40 суфражисток, включаючи членів команди охоронців, побилися з декількома загонами поліцейських констеблів, які намагалися повторно заарештувати Еммелін Панкгерст під час мітингу на підтримку виборчого права в Сент-Ендрюс-Холі в Глазго. На наступний день суфражистка Мері Річардсон (відома як одна з найагресивніших активістів, також звана «слешер» Річардсон) увійшла в Національну галерею і порізала картину Дієго Веласкеса, «Венера з дзеркалом» м'ясним тесаком. У 1913 році акції суфражисток завдали збитків на суму 54 000 фунтів стерлінгів, з яких 36 000 фунтів стерлінгів довелося тільки на квітень.
Але втрати несла і головна організація суфражисток. Редактори Голосу для жінок, Фредерік і Еммелін Петчк-Лоуренс, були виключені зі Спілки в 1912 році, пізніше вступивши в рух Об'єднання суфражтстів. Це змусило WSPU запустити новий журнал, «Суфражистки», під редакцією Кристабель Панкге  рст. Східно-Лондонська Федерація жінок переважно робітничого класу на чолі з Сильвією Панкгерст була виключена в 1914 році.

## Під час Першої світової війни
До початку Першої світової війни в 1914 році Кристабель Панкгерст влаштувалася в Парижі, щоб керувати організацією, не побоюючись арешту. Її автократичний стиль управління і контроль над Союзом дозволив, незважаючи на заперечення Кітті Маріон і інших, оголосити незабаром після початку війни, що WSPU повинен відмовитися від своїх кампаній на користь націоналістичної позиції, підтримуючи британський уряд у війні. Союз перестав видавати журнал «Суфражистка», і в квітні 1915 року запустив новий журнал, «Британія». Хоча більшість членів WSPU підтримували військові дії, невелика група відокремилася і утворила нову організацію Суфражистки Жіночого соціально-політичного союзу (SWSPU) та Незалежний Жіночий соціально-політичний союз (IWSPU). Сам WSPU зник з поля суспільної уваги і був розпущений в 1917 році, коли Кристабель і Еммелін Панкгерст заснували Жіночу партію.

## Драматургія суфражисток
У період з 1905 по 1914 рік театральні та драматичні кола стали все частіше використовувати тему жіночого руху в боротьбі за виборчі права. В цей час WSPU все більше асоціювалася з войовничістю і агресією, переходячи від маршів, демонстрацій та інших публічних виступів до більш авангардних і підбурливих «актам насильства». Організація стала використовувати тактику удару, щоб довести серйозність намірів і терміновість справи. Їх демонстрації включали «розбивання вікон, розрізання музейних картин, підпали, вибухи бомб і перерізання телеграфних ліній», - але драматурги в своїх спектаклях демонстрували, що ці акти насильства відбуваються тільки в крайньому випадку, і намагалися таким чином, боротися з негативом преси щодо руху суфражисток. Популярну точку зору на дії «ірраціональних, істеричних, надмірно емоційних жінок» вони спробували трансформувати і замість цього показати, що протести були єдиною логічною відповіддю на відмову в фундаментальному праві.
Крім театру, суфражистки з метою пропаганди свого руху стали використовувати комедії. Жіночий соціально-політичний союз був однією з перших організацій, які отримали вигоду з комедійного сатиричного письма і використовували його, щоб перехитрити свою опозицію. Це не тільки допомогло їм розсіяти ворожість до своєї організації, а й допомогло збільшити аудиторію прихильників. Використання сатири дозволило їм висловити свої ідеї і розчарування, а також боротися з гендерними забобонами більш безпечним способом. Суфражисткам-ораторам, які часто проводили зустрічі під відкритим небом, щоб охопити ширшу аудиторію, довелося зіткнутися з ворожими настроями і навчитися справлятися з перериванням. Тому найбільш успішні оратори повинні були володіти дотепністю і навчитися «завжди отримувати користь з жартів і приєднуватися до сміху разом з аудиторією, навіть якщо жарт був проти тебе». Суфражистка Енні Кенні згадує літню людину, постійно насміхається («якби ти була моєю дружиною, я б дав тобі отруту») протягом всіх її слів, на що вона нарешті відповіла: «Так, і якщо б я була твоєю дружиною, я б прийняла її», - тим самим розсіявши загрозу і перетворивши свого антагоніста в об'єкт глузування.

## Відомі члени організації
- Джені Аллан
- Гелен Арчдейл
- Етель Айрес Пурді
- Барбара Айртон-Гулд
- Роза Мей Біллінгхерст
- Тереза Биллінгтон-Грейг
- Віолет Бланд
- Беттіна Боррманн Веллс
- Елсі Бауерман
- Констанція Браєр
- Констанція Бульвер-Луттон
- Евелін Гільда Беркітт
- Люсі Барнс
- Ейлін Мері Кейсі
- Гелен Круканк
- Шарлотта Деспард
- Емілі Девісон
- Едіт Даунінг
- Флора Драммонд
- Софія Дуліп Сінг
- Елсі Дюваль
- Нора Елам
- Дороті Еванс
- Кейт Вільямс Еванс
- Тереза Гарнетт
- Луїза Гаррет Андерсон
- Едіт Маргарет Гарруд
- Мері Гаутроп
- Неллі Голл
- Беатрис Гарраден
- Едіт Гау-Мартін
- Елсі Гауї
- Еллен Ізабель Джонс
- Енні Кінні
- Едіт Кей
- Аета Ламб
- Мери Лі
- Ліліан Лентон
- Констанція Булвер-Лутон
- Мері Макартур
- Маргарет Макфан
- Френсіс Макфан
- Маргарет Гейг Томас
- Кристабель Маршалл
- Кітті Маріон
- Дора Марсден
- Дора Монтефіоре
- Дора Мюррей
- Маргарет Невінсон
- Едіт Нью
- Адела Панкгерст
- Кристабель Панкгерст
- Еммелін Панкгерст
- Сильвія Панкгерст
- Френсіс Паркер
- Еліс Пол
- Еммелін Петік-Лоуренс
- Еллен Пітфілд
- Мері Річардсон
- Едіт Ригбі
- Рона Робінсон
- Мері Рассел
- Етель Сміт
- Гаррієт Вівер Шоу
- Евелін Шарп
- Дора Тьюліс
- Катрін Толсон
- Гелен Толсон
- Лора Енні Вілсон
- Олів Воррі
- Роза Емма Ламартин Єтс